# Tynomma magnum
Tynomma magnum är en mångfotingart som beskrevs av John S. Buckett och Gardner 1969. Tynomma magnum ingår i släktet Tynomma och familjen Schizopetalidae. Inga underarter finns listade i Catalogue of Life.